# 真爱惹麻烦
《真爱惹麻烦》 ，由华夏视听环球传媒与天视卫星传媒股份有限公司联合出品，沈怡、周国栋、杨小波执导，袁弘、吕一、林佑威、孙骁骁主演的2013年偶像劇，本剧於2012年4月15日在三亚香水湾海滩开机，同年9月杀青，本剧讲述女主角林真心为了复仇而向仇人之子高扬的交往從而產生的一連串以复仇和爱情为主题的故事。本劇於2013年10月4日在央視一套下午檔首播。

## 播出時間

### 首播
| 頻道     | 所在地   | 播映日期      | 播出時間                        |
| -------- | -------- | ------------- | ------------------------------- |
| 央視一套 | 中国大陆 | 2013年10月4日 | 下午1點30分(一天四集) 首天播1集 |
| 央視八套 | 中国大陆 | 2014年1月13日 | 晚上9點15分(一天三集) 首天播1集 |

## 剧情
遭受丧父之痛的林真心（吕一饰）决定为父报仇，為了報復高家對她家人的迫害，假意接近高家少爷高扬（林佑威饰），並設法让高扬爱上自己时，目的实则是找出当年父亲蒙冤的证据。但随着与高扬的交往，林真心却不自觉的渐渐爱上他，在发现自己爱上仇人之子之后林真心面临爱情和仇恨的两难抉择，她犹豫了。而一直暗恋林真心的王翔（袁弘饰）面对自己喜欢的这个女孩只惦着向高氏企业复仇，无心恋爱，他也只好守护着她，直至遇上富家女晓寒（孙骁骁饰）。
随着林真心真正身份的揭穿，她与高扬之间的感情也越来越坎坷。而与此同时，王翔则被一直守候在自己身边的方晓寒的痴情所感动。原本以为地位悬殊，他与方晓寒之间不会有未来，然而随着母亲的揭秘，他才发现高世邦原来就是自己苦苦找寻的亲生父亲，高扬原來不是高家子孙，而是高扬母亲粱燕与陶正宇的私生子……

## 演員列表

### 主要角色
| 演員   | 角色       | 介紹／暱稱／關係／職業 |
| 袁弘   | 王翔(26)   | 林真心的发小，高世邦私生子 孤儿，暗戀林真心。后来证实是养母和高世邦的兒子。后来喜欢晓寒 童年由沈彦廷出演                  |
| 吕一   | 林真心(23) | 李信南的女兒 王翔好友。為了复仇，接近高扬，然而不自觉喜欢了他。 童年由毛秀婷出演                                          |
| 林佑威 | 高扬(25)   | 高氏美妆集团的副总裁，放浪不羁，喜欢玩乐 方晓寒的未婚夫，高氏集团的太子，后来证实是母亲粱燕与陶正宇的私生子。喜欢林真心。 |
| 孙骁骁 | 方晓寒(21) | 方城建设股份有限公司董事长的独生女 高扬的未婚妻。后来喜欢王翔。                                                           |

### 其他角色
| 演員   | 角色   | 介紹／暱稱／關係／職業                                                    |
| 秦沛   | 高世邦 | 高氏美妆集团总裁 王翔的親生父親                                           |
| 李颖   | 梁燕   | 高氏美妆集团副总裁 高世邦妻子，高扬的母親                                 |
| 林炜   | 陶正宇 | 高氏美妆集团董事 高扬和纪瑞聪的親生父親                                   |
| 王建新 | 方城   | 方城建设股份有限公司董事长 方晓寒的父親                                   |
| 陈美霖 | 姜如是 | 方城建设股份有限公司董事长秘书 方晓寒学姐 ，后为方城妻子                  |
| 季晨   | 纪瑞聪 | 高氏美妆集团法律顾问 律师，聘用林真心让高扬爱上她，跟高扬是同父異母的兄弟 |
| 李世鹏 | 郑凯昀 | 高扬的助理和大学同学                                                      |

## 電視劇歌曲
| 曲序 | 曲目                     |        | 作曲   | 演唱       |
| ---- | ------------------------ | ------ | ------ | ---------- |
| 1.   | 真爱惹麻烦（片頭曲）     | 吕雯   | 吕雯   | 吕雯       |
| 2.   | 请把我的爱留下（片尾曲） | 子凡   | 子凡   | 宇桐非     |
| 3.   | 太疯狂                   | 吕雯   | 吕雯   | 吕雯       |
| 4.   | Oh year                  | 吕雯   | 吕雯   | 赵多娜     |
| 5.   | 她的美                   | 邢雅茹 | 秦天   | 胡雯       |
| 6.   | 蜜蜂                     | 秦天   | 秦天   | 吕雯       |
| 7.   | 陷阱                     | 吕雯   | 吕雯   | 胡雯       |
| 8.   | 患得患失                 | 吕雯   | 吕雯   | 吕雯       |
| 9.   | 伤心的理由               | 吕雯   | 吕雯   | 宇桐非     |
| 10.  | 你说                     | 吕雯   | 吕雯   | 胡雯       |
| 11.  | 爱没有尽头               | 吕雯   | 吕雯   | 吕雯       |
| 12.  | 我是真的真的喜欢你       | 程成   | 子凡   | 宇桐非     |
| 13.  | 赴汤蹈火                 | 吕雯   | 吕雯   | 宇桐非     |
| 14.  | 你确定不爱我             | 程成   | 子凡   | 昕瑶、徐楓 |
| 15.  | 爱是一种药               | 刘伟祺 | 刘伟祺 | 宇桐非     |
| 16.  | 烦和恼                   | 吕雯   | 吕雯   | 赵多娜     |
| 17.  | 保持距离                 | 刘伟祺 | 刘伟祺 | 宇桐非     |
| 18.  | 决定就此放手             | 吕雯   | 吕雯   | 格杨       |
| 19.  | 你确定不爱我             | 程成   | 子凡   | 宇桐非     |
| 20.  | 言不由衷                 | 秦天   | 秦天   | 吕雯       |

## 外部連結
- 《真爱惹麻烦》官方微博
- 《真爱惹麻烦》央視專題